# Louis-Philippe de Durfort
Pour les articles homonymes, voir Durfort.
Louis-Philippe de Durfort (12 janvier 1733 – Turin, 1800), est un militaire français du XVIIIe siècle.

## Biographie
Louis-Philippe de Durfort fut fait lieutenant au régiment d'infanterie d'Auvergne, le 25 février 1744. Il servit, la même année, aux sièges de Menin et d'Ypres (1744). « Parvenu » à une compagnie, le 30 mars 1745, il la commanda à la bataille de Fontenoy ; aux sièges des ville et citadelle de Tournay (1745), d'Oudenarde et de « Dendermnude ».
Il entra 2e enseigne au régiment des Gardes-Françaises, le 30 août de la même année, et servit en cette qualité, au siège d'Ath.
 
Il devint enseigne de sa compagnie, le 20 février 1746 ; se trouva à la bataille de Raucoux, au mois d'octobre suivant, et fit la campagne de 1747. Nommé sous-lieutenant le 3 mars 1748, il servit au siège de Maëstricht, et fut fait sous-aide-major du régiment des gardes, le 25 janvier 1700.
Il quitta ce régiment au mois de novembre suivant, et obtint, le 23 du même mois, une commission de capitaine réformé à la suite du régiment de cavalerie de Poly. Il fut fait 4e cornette de la compagnie des chevau-légers de la garde du roi, par brevet du 4 juillet 1762, avec rang de mestre-de-camp de cavalerie, par commission du même jour. Il devint 3e cornette, le 7 mai 1758. Nommé colonel du régiment de Chartres, par commission du 22 juillet de la même année, il se démit de la charge de cornette des chevau-légers de la garde.
Il joignit son régiment à l'armée d'Allemagne, et le commanda aux batailles de Berghem et de Minden, en 1759 ; aux combats de Korbach et de Warburg, en 1760, et passa l'hiver à Göttingen. Créé brigadier, le 20 février 1761, et nommé le même jour colonel du régiment de Picardie, il sortit de Goëttingen, le 27 mars, avec le vicomte de Belsunce. Ils attaquèrent le général Colignon[Qui ?], près de Northeim, lui tuèrent 60 hommes, prirent 2 pièces de canon, 8 officiers et 220 soldats, et obligèrent l'ennemi d'abandonner ce poste.
Il joignit ensuite le régiment de Picardie, qu'il commanda à l'affaire de Filinghausen, au mois de juillet, et aux combats de Grebenstein et de Johannesberg[Laquelle ?], en 1762. Il fut « déclaré » maréchal-de-camp, au mois de mai 1763, pour tenir rang du 25 juillet 1762, jour de la date de sou brevet. Il se démit alors du régiment de Picardie.
Il fut promu au grade de lieutenant-général, le 5 décembre 1781, et fut élevé à la dignité de grand'croix de l'ordre royal et militaire de Saint-Louis, le 25 août 1783. Il avait été reçu commandeur de l'ordre royal de Notre-Dame du Mont-Carmel et de Saint-Lazare de Jérusalem, le 5 février 1762.

## Récapitulatif

### Titres
- Comte de Deyme ;

### Décorations
| Grand'croix de Saint-Louis | Commandeur de l'ordre de Notre-Dame-du-Mont-Carmel et de Saint-Lazare |

- Grand'croix de l'ordre royal et militaire de Saint-Louis (25 août 1783) ;
- Commandeur de l'ordre royal de Notre-Dame du Mont-Carmel et de Saint-Lazare de Jérusalem (5 février 1762).

### Armoiries
| Image | Armes des Durfort de Deyme                    |
| ----- | --------------------------------------------- |
|       | De gueules à trois fasces d'argent.           |
|       | On trouve aussi D'argent, à la bande d'azur,. |

## Ascendance & postérité
Fils de Nicolas de Durfort, IIe du nom, comte de Deyme et de Marie-Agnès de Cursay de Bourdeville, Louis-Philippe avait pour frères et sœurs :
- Joseph de Durfort, abbé de Saint-Martin, en Roussillon ;
- Nicolas-Louis, baron de Durfort, chevalier de Saint-Louis, nommé capitaine des vaisseaux du roi au département de Toulon et commandeur de l'ordre de Saint-Lazare les 14 et 16 juillet 1779 ;
- Marguerite-Thérèse-Narcisse de Durfort, mariée, le 30 avril 1743, avec François-Gaspard, comte de Poly, seigneur de Saint-Thibaud, lieutenant-général des armées du roi. Elle a émigré en 1791 ;
- Marguerite-Marie-Agnès de Durfort, religieuse à Saint-Cyr.

- Il avait épousé, le 6 décembre 1750, Marie Françoise le Texier de Menetou († 28 décembre 1768). De ce mariage sont issus :
  - Félicité Jean Louis de Durfort (1752-1801), ambassadeur, marié (2 fois), dont :
    - Postérité ;

  - Étienne Narcisse de Durfort (1753-1837), lieutenant général, pair de France, marié avec Henriette Étiennette Claude Denise Thiroux de Montsauge (1761-1823), dont :
    - Postérité ;